# Kladblok (papier)

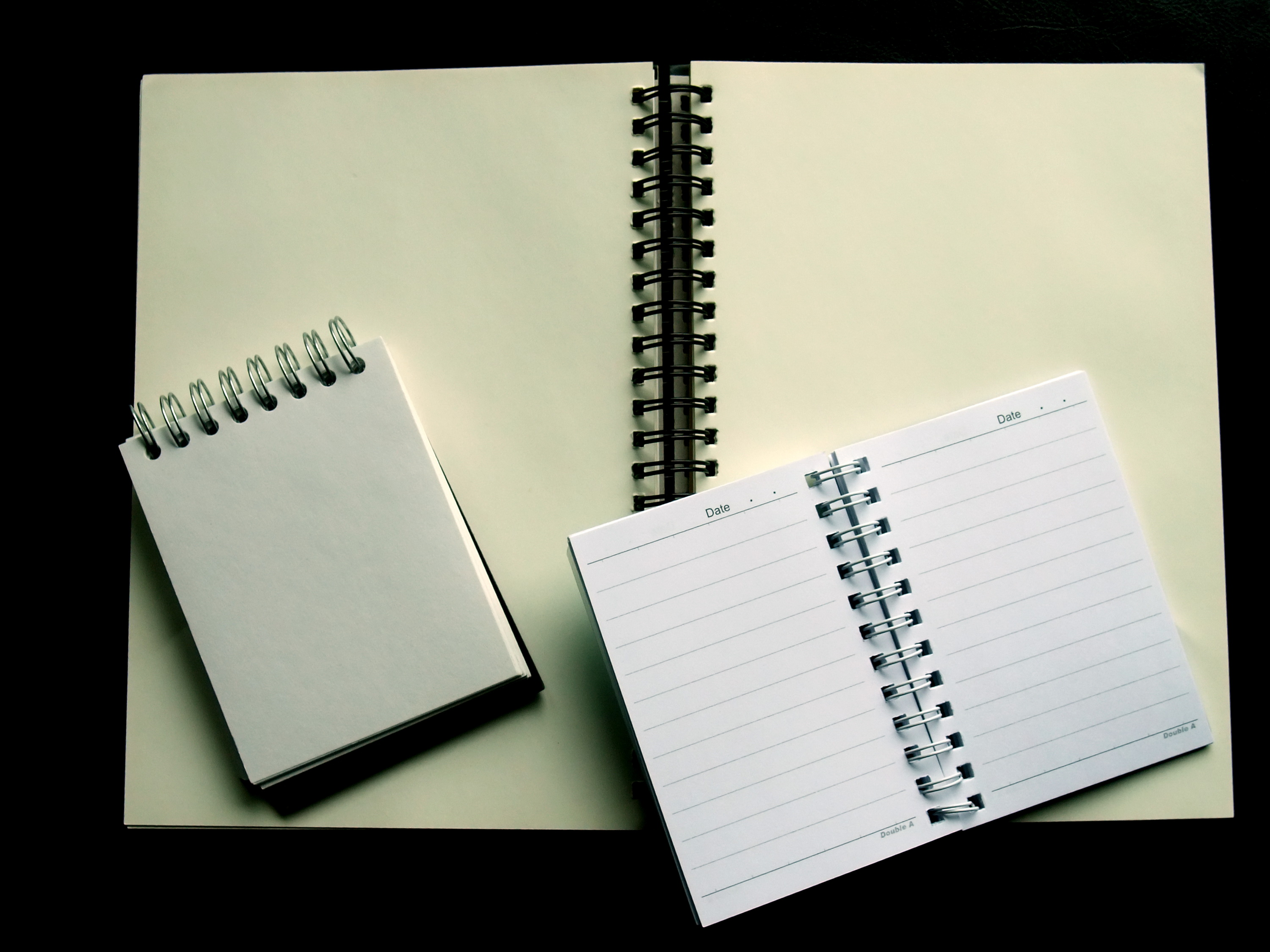
Kladblokken

Een kladblok of blocnote bestaat uit een groot aantal papieren bladzijden die aan elkaar zijn bevestigd en aan de voor- en achterkant zijn voorzien van een kaft van karton. Veelal zijn de bladzijden vervaardigd van hergebruikt papier. Een kladblok wordt doorgaans gebruikt om kladversies te tekenen en schrijven. Er zijn drie hoofdsoorten kladblokken, die alle slaan op het type bedrukking van de bladzijden; lijntjes (gelinieerd), ruitjes (10mm en 5mm) en ongelinieerd.
Tegenwoordig is het ook mogelijk om een digitaal kladblok te gebruiken. Hiervoor zijn diverse programma's in omloop, zoals Notepad van Microsoft.